# Nikola Sedláčková
Nikola Sedláčková (* 6. September 1990 in Kyjov) ist eine ehemalige tschechische Fußballspielerin und A-Nationalspielerin.

## Karriere

### Vereine
Sedláčková begann im Alter von neun Jahren beim örtlichen Fußballklub in Domanín u Třeboně mit dem Fußballspielen. Dem Jugendalter entwachsen spielte sie das erste Mal im Seniorinnenbereich für den 1. FC Slovácko in der Saison 2014/15 in der I. liga žen, der höchsten Spielklasse im tschechischen Frauenfußball. Ihre Premierensaison wurde auf Platz 3 beendet, als drittstärkste Kraft hinter den Prager Vereinen Slavia und Sparta, die seit der Saison 1993/94 im ständigen Wechsel die Meisterschaft für sich entscheiden.
Von 2017 bis 2020 gehörte sie der Frauenfußballmannschaft des Ligakonkurrenten Slavia Prag an, für den sie das erste Mal zum Saisonstart am 12. August 2017 beim 10:0-Sieg im Heimspiel gegen die Frauenfußballmannschaft des FK Dukla Prag spielte. Im Pokalfinale am 25. Mai 2019 war sie mit ihrer Mannschaft dem Lokalrivalen Sparta Prag mit 2:3 im Elfmeterschießen unterlegen. Mit dem vorzeitigen Ende der Saison am 29. Februar 2020 (13. Spieltag) gewann sie mit ihrer Mannschaft (bis dahin Erstplatzierter im Klassement) die Meisterschaft und damit ihren einzigen Titel.
Zum 1. FC Slovácko zurückgekehrt, kam sie in der Saison 2020/21 vom 29. August 2020 (2. Spieltag) bis zum 18. April 2021 (14. Spieltag) in zehn Punktspielen zum Einsatz und bestritt am 19. Juni 2021 (6. Spieltag der Meisterrunde) einzig das Spiel gegen die Frauenmannschaft von Sparta Prag, die ihr Heimspiel mit 5:1 gewann.
Ihr letztes von sieben Punktspielen in der Saison 2022/23 – zugleich ihr 34. für den Verein – bestritt sie am 19. November 2022 (11. Spieltag) beim 5:0-Sieg im Heimspiel gegen die Frauenfußballmannschaft von Baník Ostrava. Ihr einziges Tor gelang ihr zum Saisonstart der Vorsaison am 13. August 2021 beim 4:0-Sieg im Heimspiel gegen die Frauenfußballmannschaft des FK Dukla Prag mit dem Treffer zum Endstand in der 90. Minute.

### Nationalmannschaft
Sedláčková debütierte als Nationalspielerin für den FAČR in der U19-Nationalmannschaft, die am 2. Oktober 2007 das dritte Spiel der Gruppe 9 in der ersten Qualifikationsrunde mit 4:1 gegen die U19-Nationalmannschaft Nordmazedoniens gewann; sie wurde in der 82. Minute für Barbora Kruzová eingewechselt. Für die angestrebte Teilnahme an der vom 13. bis zum 25. Juli 2009 in Belarus vorgesehenen und altersbezogenen Europameisterschaft bestritt sie zuvor drei Spiele der Gruppe 6 der ersten Qualifikationsrunde; im dritten, bei der 1:2-Niederlage gegen die U19-Nationalmannschaft Finnlands am 30. September 2008, erzielte sie mit dem Treffer zum 1:1 in der 73. Minute ihr erstes Länderspieltor.
Im Spieljahr 2009 wurde sie im zweimaligen Aufeinandertreffen mit der Nationalmannschaft der Slowakei die ersten beiden Male in der A-Nationalmannschaft eingesetzt. Das erste am 20. März in Čejkovice u Hluboké nad Vltavou endete torlos, das zweite am 22. März in Brezová pod Bradlom 1:1 unentschieden. Zwölf weitere Freundschaftsspiele schlossen sich bis zu ihrem letzten Einsatz als Nationalspielerin am 7. April 2019 (1:1 vs. Wales in Newport) an. Bis dahin wurde sie auch in drei WM- und in fünf EM-Qualifikationsspielen eingesetzt, wie auch in insgesamt zwölf Turnierspielen.
2013 bestritt sie die beiden Spiele der Gruppe B und das Finale im Turnier um den Slavic-Cup (1. Austragung des Istrien-Cups).
Von 2016 bis 2019 nahm sie mit ihrer Mannschaft viermal in Folge am Turnier um den Zypern-Cup teil, wurde in insgesamt neun Spielen berücksichtigt und beendete die Turniere mit ihrer Mannschaft auf Platz 4, 11, 9 und 6.

## Erfolge
Nationalmannschaft
- Slavic-Cup-Finalist 2013

Slavia Prag
- Tschechischer Meister 2020
- Tschechischer Pokal-Finalist 2019

1. FC Slovácko
- Dritter Tschechische Meisterschaft 2015, 2022, 2023